# Divisòria d'aigües

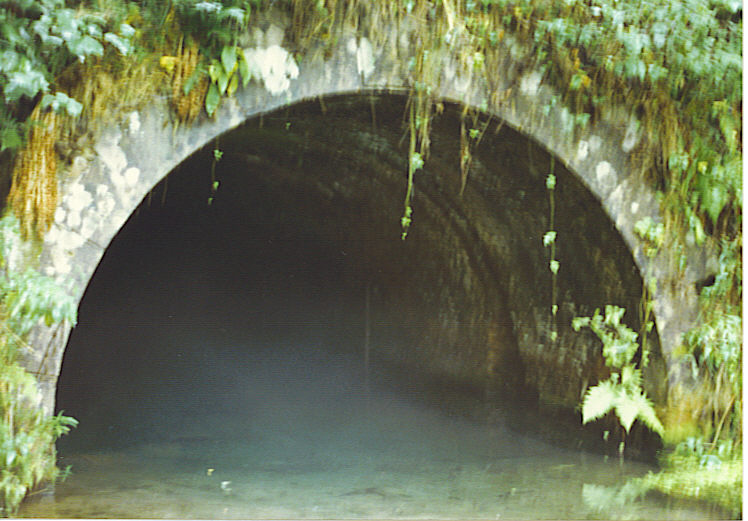
Vestigis del túnel de l'antic Canal Mosa-Mosel·la a la divisòria entre les conques del Mosa i del Rin

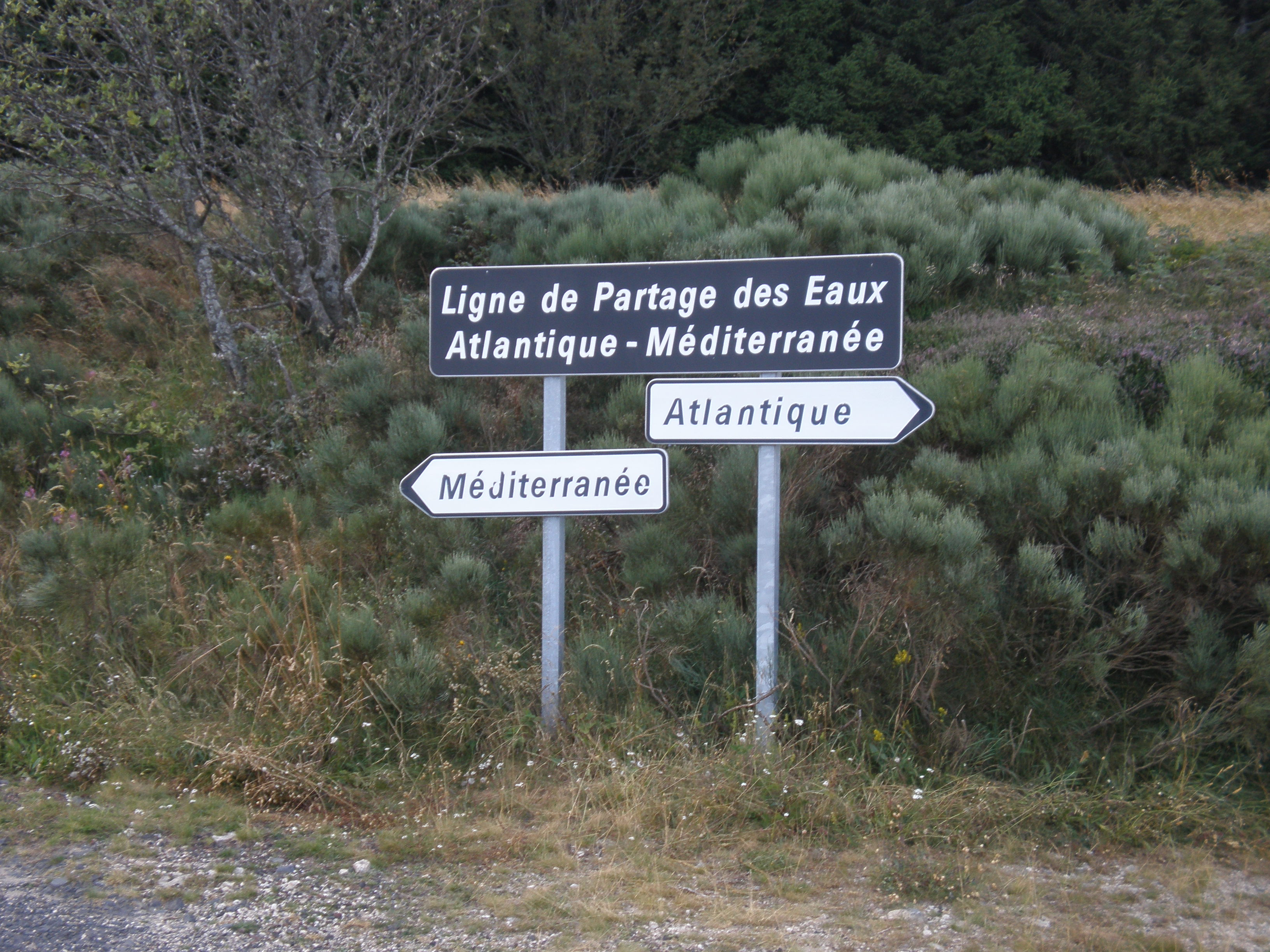
Tauler que indica la divisòria d'aigües entre la conca atlàntica i la conca del Mediterrani a l'Ardecha (França)

Una divisòria d'aigües, en llatí divortium aquarum, és la línia imaginària que fa la frontera hidrogràfica entre dues conques hidrogràfiques. També s'utilitzen els sinònims línia de cresta o línia de partició. El seu antònim és tàlveg.
Quan la divisòria passa per una muntanya d'una certa prominència se l'anomena carena, o a vegades cresta. D'un costat i l'altre, les aigües s'aboquen a un riu o a un mar diferent. En zones planeres la línia és més incerta. La divisòria real tampoc no és necessàriament el punt més alt, com que el vessament d'aigües pot ser subterrani seguint el rost de les capes geològiques permeables i aleshores no té res a veure amb la morfologia superficial.
Carreteres i ferrocarrils sovint segueixen paral·lelament la divisòria per a evitar costes massa espadades. Quan un canal navegable connecta dues conques, el pas de la divisòria forma un repte costós per a l'enginyeria hidràulica. De fet, al punt més alt del canal, una zona naturalment seca i ben desguassada, cal assegurar una reserva d'aigua considerable per a tornar a omplir les rescloses que es buiden a cada passatge d'una barca.
En el dret romà i el dret internacional es recorre sovint a les divisòries d'aigües com a criteri per a establir trams de fronteres. Per exemple, la divisòria d'aigües de la serralada pirinenca des del Tractat dels Pirineus, el 1659, fa de frontera política entre l'estat espanyol i el francès excepte en alguns trams com ara la Vall d'Aran, l'Alta Cerdanya i a Costoja. També en zones com l'Amazònia, amb alta densitat de llits fluvials i poquesa d'altres referències geogràfiques o falta de fronteres històriques.